# 大康
大康（1075年—1084年），是辽道宗耶律洪基的第三個年号。辽朝使用该年号共10年。《辽史》讹作「太康」。
钱大昕认为《辽史》作太康，是因为大太二字易混故。并认为晁氏《历代纪年》以字分类，当不必误。传世和出土的辽代钱币「大康通宝」也证实年号为大康。

## 改元
- 咸雍十年——十二月十八日，明年改元大康。[4]
- 大康十年——十二月，明年改元大安。[5]

## 纪年對照表
| 大康 | 元年   | 二年   | 三年   | 四年   | 五年   | 六年   | 七年   | 八年   | 九年   | 十年   |
| ---- | ------ | ------ | ------ | ------ | ------ | ------ | ------ | ------ | ------ | ------ |
| 公元 | 1075年 | 1076年 | 1077年 | 1078年 | 1079年 | 1080年 | 1081年 | 1082年 | 1083年 | 1084年 |
| 干支 | 乙卯   | 丙辰   | 丁巳   | 戊午   | 己未   | 庚申   | 辛酉   | 壬戌   | 癸亥   | 甲子   |

## 同期存在的其他政权年号
- 中國
  - 熙寧（1068年－1077年）：宋—宋神宗趙頊之年號
  - 元豐（1078年－1085年）：宋—宋神宗趙頊之年號
  - 大安（1075年－1085年）：西夏—夏惠宗李秉常之年號
  - 保德（1074年－1075年）：大理—段思廉之年號
  - 上德（1076年）：大理—段連義之年號
  - 廣安（1077年－1080年）：大理—段連義之年號
  - 德安（1080年）：大理—楊義貞之年號
  - 上明（1081年）：大理—段壽輝之年號
  - 保立（1082年）：大理—段正明之年號
  - 建安（1083年－1091年）：大理—段正明之年號
- 越南
  - 太寧（1072年－1076年）：李朝—李乾德之年號
  - 英武昭勝（1076年－1084年）：李朝—李乾德之年號
- 日本
  - 承保（1074年－1077年）：白河天皇之年号
  - 承曆（1077年－1081年）：白河天皇之年号
  - 永保（1081年－1084年）：白河天皇之年号
  - 應德（1084年－1087年）：白河天皇与堀河天皇之年号

## 参見
- 中國年號索引

## 深入閱讀
- 李崇智. . 北京: 中華書局. 2004年12月. ISBN 7101025129.
- 鄧洪波.  (pdf). 臺北: 國立臺灣大學東亞經典與文化研究計劃. 2005年3月  [2021-11-27]. ISBN 9789860005189. （原始内容存档于2007-08-25）.

| 前一年號： 咸雍 | 辽朝年号 | 下一年號： 大安 |